# Verdrag inzake Antarctica

Territoriale claims op Antarctica
De claims van Chili, Argentinië en het Verenigd Koninkrijk overlappen elkaar. De Noorse claim betreft de kust van het vasteland van Antarctica.

Het Verdrag inzake Antarctica regelt de internationale relaties ten aanzien van Antarctica, het enige onbewoonde continent. Het verdrag stelt de vrijheid van wetenschappelijk onderzoek vast en verbiedt militaire activiteit op het continent.
Het verdrag werd in eerste instantie ondertekend door 12 landen, inclusief de Verenigde Staten en de Sovjet-Unie, die besloten om Antarctica als wetenschappelijk reservaat met rust te laten en geen militaire activiteit op dit continent te organiseren. Dit was de eerste overeenkomst aangaande de vermindering van bewapening tijdens de wapenwedloop van de Koude Oorlog. Het Antarctisch Milieuprotocol, in 1998 aan het verdrag toegevoegd, maakt het bovendien tot minimaal het jaar 2048 onmogelijk om delfstoffen op het continent te exploiteren.
Het hoofdverdrag werd geopend voor ondertekening op 1 december 1959 en officieel bekrachtigd op 23 juni 1961. De oorspronkelijke ondertekenaars waren de 12 landen actief in Antarctica tijdens het Internationaal Geofysisch Jaar van 1957-58. Deze landen waren Argentinië, Australië, België, Chili, Frankrijk, Japan, Nieuw-Zeeland, Noorwegen, de Sovjet-Unie, het Verenigd Koninkrijk, de Verenigde Staten en Zuid-Afrika. Enkele landen hebben later ondertekend. Deze landen zijn: Brazilië, Bulgarije, China, Ecuador, Finland, Duitsland, India, Italië, Zuid-Korea, Nederland, Peru, Polen, Spanje, Zweden en Uruguay.
Het beheer wordt geregeld door de samenkomsten van de consultatieve leden (landen met onderzoeksactiviteiten op Antarctica). Eind 1999 waren er 44 leden (27 consultatieve en 17 toetredende). Onder de consultatieve (stemmende) leden zijn de zeven landen die delen van Antarctica opeisen als nationaal gebied.
De claims van Argentinië, Chili en het Verenigd Koninkrijk overlappen elkaar. Rusland, de Verenigde Staten en sommige andere naties hebben zich het recht voorbehouden om later eveneens stukken op te eisen. Nederland en de VS erkennen de claims van andere landen niet.

## Lidnaties

### Consultatieve leden met een claim op een deel van Antarctica
- Argentinië
- Australië
- Chili
- Frankrijk
- Nieuw-Zeeland
- Noorwegen
- Verenigd Koninkrijk

### Consultatieve leden zonder claim
- België
- Brazilië (1983)
- Bulgarije (1998)
- China (1985)
- Duitsland (1981)
- Ecuador (1990)
- Finland (1989)
- India (1983)
- Italië (1987)
- Japan
- Nederland (1990)
- Peru (1989)
- Polen (1977)
- Rusland
- Spanje (1988)
- Uruguay (1985)
- Verenigde Staten
- Zuid-Afrika
- Zuid-Korea (1989)
- Zweden (1988)

### Toetredende leden
(Tussen haakjes jaar van toetreding)

Lidnaties (2009)

- Canada (1988)
- Colombia (1988)
- Cuba (1984)
- Denemarken (1965)
- Griekenland (1987)
- Guatemala (1991)
- Hongarije (1984)
- Noord-Korea (1987)
- Oekraïne (1992)
- Oostenrijk (1987)
- Papoea-Nieuw-Guinea (1981)
- Portugal (2010)
- Roemenië (1971)
- Slowakije (1993)
- Tsjechië (1993)
- Turkije (1995)
- Venezuela (1999)
- Zwitserland (1990)